# خليفة المالكي
خليفة سعد المالكي (مواليد 2 مارس 1998) هو لاعب كرة قدم قطري يلعب حالياً مع نادي أم صلال في دوري نجوم قطر كمدافع.

## مسيرة اللاعب
لعب في الفئات السنية في نادي الدحيل و لعب بعدها مع النادي العربي ونادي الشمال ونادي أم صلال.